# خورخي ماسياس
خورخي ماسياس (بالإسبانية: Jorge Macías)‏ هو لاعب كرة قدم مكسيكي، ولد في 5 يوليو 1984.